# Hattstedter Neuer Koog
Der Hattstedter Neue Koog (auch Nordkoog genannt) ist ein Koog innerhalb der nordfriesischen Gemeinde Hattstedtermarsch im Kreis Nordfriesland im deutschen Bundesland Schleswig-Holstein. Er ist der jüngere der beiden Ursprungsköge der Gemeinde, ist 374 ha groß und wurde um das Jahr 1500 eingedeicht.

## Topographie
Der Hattstedter Neuer Koog befindet sich inmitten der nordfriesischen Marsch am nordwestlichen Rand des historischen Verwaltungsbezirks Südergoesharde. Er liegt ein kleines Stück abseits der nordfriesischen Hauptverkehrsachse, der Bundesstraße 5. Auf halber Strecke zwischen Hattstedt und Struckum zweigt eine kleine Landstraße Richtung Westen ab, über welche nach etwa 3,5 km der Koog erreicht wird. Der Koog ist sehr dünn besiedelt. Benachbarte Köge sind (im Uhrzeigersinn im Norden beginnend):
- Desmerciereskoog
- Wallsbüller Saatkoog
- Hattstedter Alter Koog
- Beltringharder Koog
- Cecilienkoog

Er zählt noch zu den Jungmarschen, wird hier aber zur ältesten Kategorie gezählt, der sogenannten Kleimarsch. Das landwirtschaftliche Bild wird von der Grünlandwirtschaft bestimmt.

## Geschichte
Nach der Eindeichung des benachbarten Hattstedter Alten Koogs wurde vor der Nordwestecke viel Sedimentmaterial angelandet, so dass auch hier recht schnell eindeichungsreifes Vorland entstand. Wie zur damaligen Zeit üblich, war die zuständige Instanz für Landgewinnung der Landesherr, und das war damals Friedrich I. (Dänemark und Norwegen). In seinem Auftrag und unter vertraglich stark regulierten Bedingungen haben Freie und Pachtbauern die Eindeichung durchgeführt. Einzelheiten dazu sind nicht überliefert, lediglich urkundliche Akten über spätere Landverkäufe im besagten Koog lassen Schlüsse für eine Fertigstellung spätestens im Jahr 1500 zu.

## Heutige Nutzung

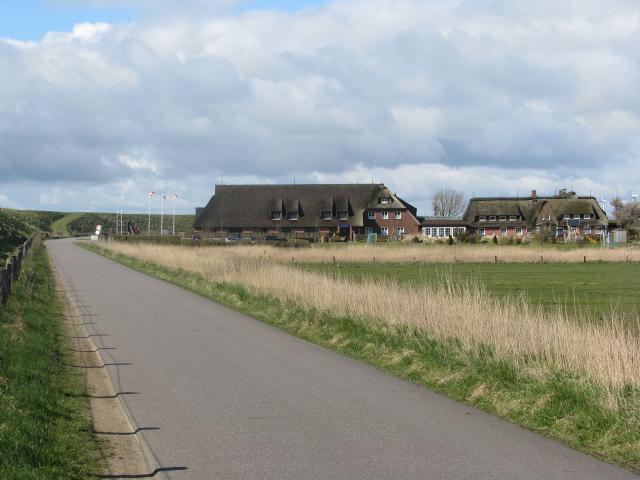
Hotel Arlauschleuse

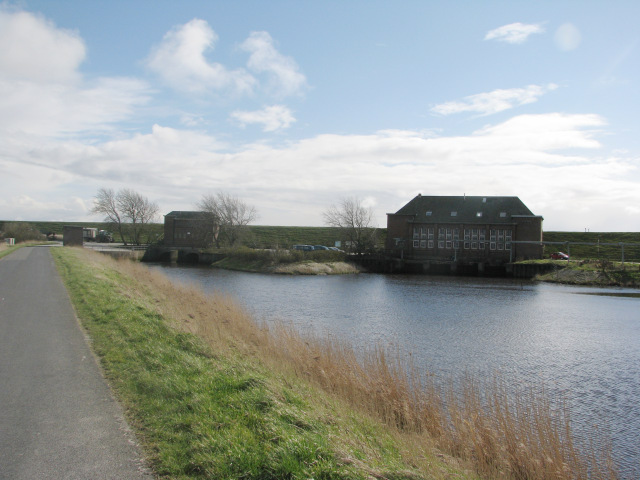
Die Schleusenanlage im Hattstedter Neuen Koog. Auf der linken Seite das Siel, das Pumpwerk rechts ist nicht mehr funktionstüchtig

Der Koog wird heute überwiegend landwirtschaftlich genutzt. Die Siedlungsfunktion ist aufgrund seiner Lage stark begrenzt. Es handelt sich baurechtlich um einen Außenbereich, in dem nur privilegierte und sonstige Bauvorhaben zulässig sind. Hierzu zählen unter anderem die Errichtung von landwirtschaftlich genutzten Gebäuden und Einrichtungen, die dem landwirtschaftlichen Betrieb dienen. So sind im Laufe der Zeit nur zwölf teilweise auf Warften errichtete Einzelsiedlungen entstanden.
Die kleinteilige Wirtschaftsstruktur wird daneben auch vom Tourismus geprägt. Im Koog befindet sich direkt am Deich zum seit 1987 vorgelagerten Beltringharder Koog das Hotel Arlau-Schleuse.
Ein Großteil der Ländereien in diesem Bereich sind abgedämmte Wiesen, die bis zum Bau des Beltringharder Koogs mit dem Arlauspeicherbecken als Wasserrückhaltebecken der Arlau vor der Arlau-Schleuse genutzt wurde. Heute wird in diesem Bereich teilweise Reet angebaut.